# Klebelsberg-kastély

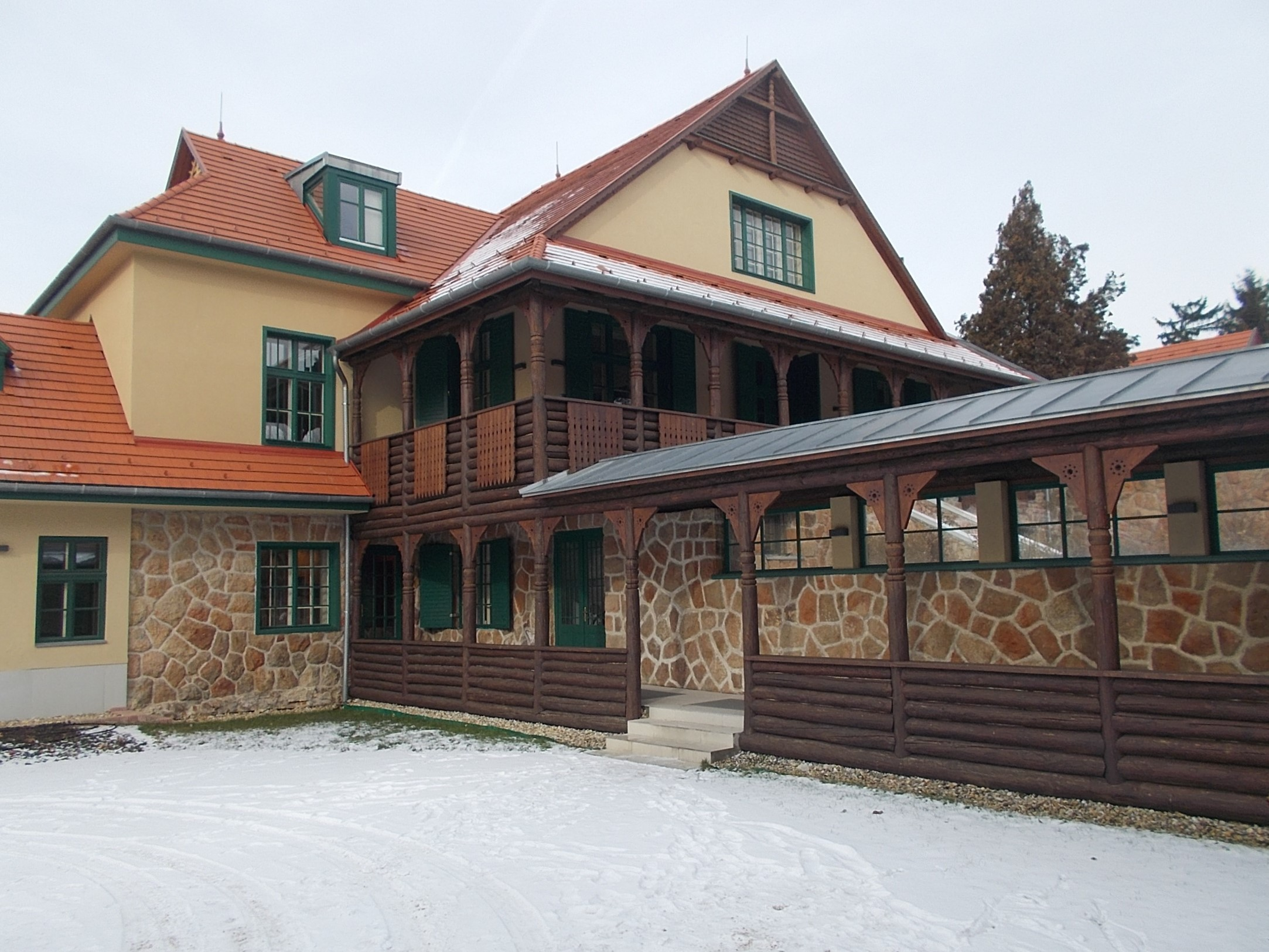
A felújított kastély emeletes épületrésze 2019-ben

A Klebelsberg-kastély egy jelenleg vendégházként, illetve kulturális rendezvényközpontként funkcionáló kastélyépület, amely Budapest II. kerületében található.
A kastély Klebelsberg Kuno magyar politikus és jogász tulajdona alatt volt 1922-től kezdve a haláláig, amelyet követően a húgának és az özvegyének adott otthont. A Klebelsbereg által több ütemben bővített épületet a második világháború után már csak üdülőnek használták. 1949-ben kisajátította az állam a kastélyt, és kitelepítette Klebelsberg hozzátartozóit. A szocializmus alatt számos intézmény működött a kastélyban, a Szakszervezetek Világszervezete iskolája 1949-től 1954-ig, 1958-ig SZOT üdülő, majd 1970-ig a Pest Megyei Tanács Tüdőszanatóriuma. 1999-ig még a Rókus kórház, utána meg a Semmelweis kórház is odaköltöztette bizonyos részlegeit. A 2000-as évek elején az épület visszavásárlásával állam rendezte a tulajdonjogi pert, amely az épület magánosítása során keletkezett. 1999-től egészen 2015-ig üresen és lakatlanul állt az épületegyüttes, azonban az állam által elkülönített források segítségével megindult a felújítása 2015-ben. A 900 millió forint értékű beruházás lezárulására, valamint a kastély átadására 2017-ben került sor.